# Pandanus radifer
Pandanus radifer är en enhjärtbladig växtart som beskrevs av Harold St.John. Pandanus radifer ingår i släktet Pandanus och familjen Pandanaceae.
Artens utbredningsområde är Vanuatu. Inga underarter finns listade.